# Ponte de Angered
A Ponte de Angered (em sueco: Angeredsbron) é uma ponte em viga rodoviária que atravessa o rio Gota, ligando a ilha de Hisingen, à parte continental da cidade de Gotemburgo.
Tem uma extensão de 930 m e liga o bairro de Kärra, na ilha de Hisingen, ao bairro de Angered, na parte continental da cidade sueca de Gotemburgo. Está construída sobre 7 pilares, e tem uma altura que varia entre 21 e 50 metros. É atravessada diariamente por cerca de 17 500 veículos. É uma das três pontes que ligam a cidade de Gotemburgo à ilha de Hisingen - Ponte de Hisingen,  Ponte de Älvsborg e Ponte de Angered.